# Leandro Silva Delgado
Leandro Silva Delgado (Salto, 28 de novembro de 1930 — Segóvia, 15 de novembro de 2000) foi um arquiteto, paisagista, pintor e gravador uruguaio.

## Biografia
Delgado estudou desenho e pintura com o uruguaio José Cúneo Perinetti e com o húngaro José Cziffery. Em 1952, ingressou na Faculdade de Arquitetura da Universidade da República, e no ano de 1954 definiu sua vocação como paisagista. Nesse mesmo ano, ele obteve o prêmio da Administración Nacional de Combustibles, Alcohol y Portland (ANCAP).
Em 1957, Delgado viajou a São Paulo, em cuja Bienal conheceu Roberto Burle Marx, convertendo-se, logo em seguida, em um de seus alunos.
Em 1961, ingressou na Escola Superior de Paisagem em Versalhes, na França, onde exerceu a docência assim que se tornou graduado. Aprofundou suas técnicas de desenho e pintura na Escola Superior de Belas Artes de Paris.
Viveu e trabalhou por cerca de trinta anos na Espanha, onde cuidou da restauração do Real Jardim Botânico de Madrid.
Em 1985, Delgado dirigiu a restauração do parque de Anchorena, a estância presidencial do Uruguai, em Colônia. Em Montevidéu, uma de suas obras mais conhecidas é o jardim do Museu Nacional de Artes Visuais, finalizado em 1990.